# Hypoleria consimilis
Hypoleria consimilis is een vlinder uit de familie Nymphalidae. De wetenschappelijke naam van de soort is voor het eerst geldig gepubliceerd in 1929 door George Talbot.